# Andy Schleck
Andy Schleck (født 10. juni 1985) er en tidligere luxemburgsk professionel landevejsrytter, som trak sig tilbage den 9/10 2014 i en alder 29 år, efter en knæskade pådraget under Tour de France 2014.
Andy er lillebror til Fränk Schleck, som kørte for Team Leopard-Trek. Deres far Johny Schleck var ligeledes cykelrytter, og han kørte flere gange som professionel i Tour de France og Vuelta a España i årene 1965 – 1974.
Andy Schleck har mange store sejre. Han kom blandt andet nummer 2 i Tour de France i årene fra 2009-2011. Han overtog dog sejren i 2010, da den oprindelige vinder, Alberto Contador, blev taget for doping.

## Vinder som 18-årig
Som amatørrytter vandt Andy Schleck i 2004 Flèche de Sud i en alder af blot 18 år. Da det danske nationalhold var med i løbet, gik rygtet herom også til Team CSCs manager Bjarne Riis. Riis spurgte Fränk Schleck, som på det tidspunkt var ansat hos Team CSC, ud om broderen, og efter nogle samtaler under Tour de Luxembourg startede Andy Schleck som stagiaire for CSC den 1. september 2004. Han fik senere en professionel kontrakt og blev betegnet af flere som et af de største talenter i cykelsporten på det tidspunkt.[kilde mangler]

### De luxembourgske mesterskaber
Han og hans bror delte de luxembourgske mesterskaber mellem sig i 2005. Fränk vandt landevejsløbet, mens Andy vandt enkeltstarten. Siden da har Andy Schleck hvert år placeret sig blandt de 5 første i en af disciplinerne ved de nationale mesterskaber.

### Giro d'Italia debut 2007
I 2007 opnåede Andy Schleck sit første helt store resultat med en andenplads i Giro d'Italia og samlet vinder af ungdomskonkurrencen. Her viste han, at han kunne følge med de allerstærkeste, når det gik opad i bjergene.

### Tour de France debut 2008
Andy Schleck fik sin Tour de France-debut i 2008, hvor han vandt Ungdomskonkurrencen og blev nummer 11 i klassementet samtidig med, at han fungerede som en vigtig hjælperytter i bjergene for holdets kaptajn Carlos Sastre og sin bror Fränk.

### 2009
Andy Schleck slog for alvor sit navn fast som en af fremtidens store ryttere, da han med sejren i Liège-Bastogne-Liège 2009 satte alle konkurrenter. Sejren blev grundlagt ca. 20 km fra mål da han ved at angribe fra bunden på en af etapens hårdeste stigninger kørte op til Philippe Gilbert og fortsatte direkte mod mål. Dette var hans 4. sejr i karrieren.
Under Tour de France 2009 vandt Andy Schleck ungdomstrøjen og blev samlet nummer 2 i klassementet.

### 2010
2010 var året, hvor Andy Schleck for første gang entydigt var sit danske holds kaptajn i Tour de France, og det lønnede sig da også: Han vandt sin første Tour-etapesejr på en bjergetape, hvor han slog Samuel Sanchez i den afgørende spurt efter at være stukket af fra favoritgruppen kort før mål. Efter 9. etape af Touren kunne han for første gang iklæde sig den gule trøje, som han dog mistede til sidste års vinder Alberto Contador efter mekaniske problemer på 15. etape. På 18. etape til Col du Tourmalet vandt Andy Schleck sin anden etapesejr foran Contador, der som den eneste kunne følge ham til mål.
29. juli afslørede Andy Schleck, at han og Fränk ville stoppe hos Team Saxo Bank ved sæsonens afslutning.
Schleck skabte overskrifter, da han d. 7. september 2010 blev trukket ud af Vuelta a España 2010 af Team Saxo Bank, fordi han havde drukket øl på en lokal bar sammen med Stuart O'Grady mellem to etaper.
Mandag d. 6 februar 2012 idømtes Alberto Contador 2 års karantæne grundet verificeret dopingmistanke under Tour de france 2010. Andy Scleck får derved status som vinder af Touren 2010, idet Contador fratages titlen, grundet sin karantænedom.

## Grand Tour-resultater
| Andy Schleck: Grand Tour-resultater | Andy Schleck: Grand Tour-resultater | Andy Schleck: Grand Tour-resultater | Andy Schleck: Grand Tour-resultater | Andy Schleck: Grand Tour-resultater | Andy Schleck: Grand Tour-resultater | Andy Schleck: Grand Tour-resultater | Andy Schleck: Grand Tour-resultater | Andy Schleck: Grand Tour-resultater |
| ----------------------------------- | ----------------------------------- | ----------------------------------- | ----------------------------------- | ----------------------------------- | ----------------------------------- | ----------------------------------- | ----------------------------------- | ----------------------------------- |
|                                     | 2005                                | 2006                                | 2007                                | 2008                                | 2009                                | 2010                                | 2011                                | 2012                                |
| Giro d'Italia                       |                                     |                                     |                                     |                                     |                                     |                                     |                                     |                                     |
| Sammenlagt                          | -                                   | -                                   | 2                                   | -                                   | -                                   |                                     |                                     |                                     |
| Bjergkonkurrencen                   | -                                   | -                                   | 8                                   | -                                   | -                                   |                                     |                                     |                                     |
| Pointkonkurrencen                   | -                                   | -                                   | 8                                   | -                                   | -                                   |                                     |                                     |                                     |
| Ungdomskonkurrencen                 | -                                   | -                                   | 1                                   | -                                   | -                                   |                                     |                                     |                                     |
| Etapesejre                          | -                                   | -                                   | 0                                   | -                                   | -                                   |                                     |                                     |                                     |
| Tour de France                      |                                     |                                     |                                     |                                     |                                     |                                     |                                     |                                     |
| Sammenlagt                          | -                                   | -                                   | -                                   | 12                                  | 2                                   | 1                                   | 2                                   |                                     |
| Bjergkonkurrencen                   | -                                   | -                                   | -                                   | >10                                 | 4                                   | 3                                   | 2                                   |                                     |
| Pointkonkurrencen                   | -                                   | -                                   | -                                   | >10                                 | >10                                 | >10                                 | >10                                 |                                     |
| Ungdomskonkurrencen                 | -                                   | -                                   | -                                   | 1                                   | 1                                   | 1                                   | -                                   |                                     |
| Etapesejre                          | -                                   | -                                   | -                                   | 0                                   | 0                                   | 2                                   | 1                                   |                                     |
| Vuelta a España                     |                                     |                                     |                                     |                                     |                                     |                                     |                                     |                                     |
| / Sammenlagt                        | -                                   | -                                   | -                                   | -                                   | udg.                                | udg.                                |                                     |                                     |
| / Bjergkonkurrencen                 | -                                   | -                                   | -                                   | -                                   | -                                   |                                     |                                     |                                     |
| / Pointkonkurrencen                 | -                                   | -                                   | -                                   | -                                   | -                                   |                                     |                                     |                                     |
| Kombinationskonkurrencen            | -                                   | -                                   | -                                   | -                                   | -                                   |                                     |                                     |                                     |
| Etapesejre                          | -                                   | -                                   | -                                   | -                                   | 0                                   |                                     |                                     |                                     |

- udg. = udgået

## Andre store resultater
| - 2005 - National mester, enkeltstart - # 3 Nationalt mesterskab, linieløb - 2006 - # 3 Nationalt mesterskab, linieløb - 2007 - # 2 National mester, enkeltstart | - 2008 - # 5 Nationalt mesterskab, linieløb - 2009 - Liège-Bastogne-Liège - # 1 på 2. etape Tour de Luxembourg - National mester, linieløb - 2010 - National mester, enkelstart |